# NGC 597
NGC 597 è una galassia spirale barrata situata nella costellazione dello Scultore a una distanza di circa 232 milioni di anni luce dalla nostra Via Lattea.

## Scoperta
NGC 597 è stata scoperta il 25 settembre 1834 dall'astronomo britannico John Herschel.

## Descrizione
La galassia ha una classe di luminosità II-III e presenta una larga riga a 21 cm dell'idrogeno neutro.

## Supernova
Il 16 agosto 2009, all'interno di NGC 597 è stata scoperta la supernova SN 2009fr da parte di un team di astronomi impegnati nel programma di ricerca CHASE (CHilean Automatic Supernova sEarch) dell'Università del Cile. La supernova è stata classificata di tipo II.